# Динамо-УВД
«Динамо»-УВД — ныне не существующий киргизский футбольный клуб, представлявший Ош. В 1995—2003 годах выступал в Высшей лиге Кыргызстана.

## Названия
- 1993—1995 — «Динамо».
- 1996—2001 — «Динамо-Алай».
- 2002—2003 — «Динамо»-УВД.

## История
Основан не позднее 1993 года. В 1993 году принимал участие в турнире Южной зоны Первой лиги Кыргызстана, где занял 2-е место.
В 1995 году клуб впервые принял участие в турнире Высшей лиги под названием «Динамо». На предварительном этапе в Южной зоне команда заняла 4-е место, в финальном турнире также была 4-й, причем среди команд южной части Кыргызстана показала второй результат, опередив земляков из «Алая».
В 1996 году «Динамо» и «Алай» объединились в одну команду под названием «Динамо-Алай». В том же году она стала бронзовым призёром чемпионата, а в 1997, 1998 и 2000 годах выходила в финал Кубка Кыргызстана.
В 2002 году клуб был переименован в «Динамо»-УВД, а в 2003 году «Динамо»-УВД и «Алай» вновь выступали в Высшей лиге раздельно.
По окончании сезона-2003 ошское «Динамо» прекратило существование, а его ведущие игроки перешли в «Алай», который считает себя продолжателем истории «Динамо-Алая».

## Таблица выступлений
| Год  | Лига                      | Место   | И  | В  | Н | П  | Мячи  | Бомбардир                 |
| ---- | ------------------------- | ------- | -- | -- | - | -- | ----- | ------------------------- |
| 1993 | Первая (зона «Юг», Финал) | 2 из 4  | 3  | 2  | 0 | 1  | 6-3   | ?                         |
| 1995 | Высшая (зона «Б»)         | 4 из 8  | 14 | 8  | 3 | 3  | 31-14 | Абдумалик Мавлянов — 13   |
| 1995 | Высшая (Финал)            | 4 из 8  | 14 | 5  | 2 | 7  | 19-28 | Абдумалик Мавлянов — 13   |
| 1996 | Высшая                    | 3 из 12 | 22 | 14 | 3 | 5  | 47-18 | Мирлан Мирзалиев — 12     |
| 1997 | Высшая                    | 5 из 10 | 18 | 8  | 4 | 6  | 29-19 | Махаммадумар Байматов — 6 |
| 1998 | Высшая (зона «Юг»)        | 2 из 12 | 22 | 15 | 4 | 3  | 61-19 | Марат Маманов — 15        |
| 1998 | Высшая (Финал)            | 4 из 8  | 14 | 5  | 3 | 6  | 21-24 | Марат Маманов — 15        |
| 1999 | Высшая                    | 8 из 12 | 22 | 8  | 6 | 8  | 40-48 | Нурлан Ражабалиев — 15    |
| 2000 | Высшая                    | 5 из 12 | 22 | 11 | 6 | 5  | 44-24 | Исмаил Маликов — 10       |
| 2001 | Высшая                    | 5 из 8  | 28 | 10 | 5 | 13 | 48-59 | Шакир Хамракулов — 8      |
| 2002 | Высшая                    | 4 из 10 | 18 | 10 | 2 | 6  | 33-18 | Мирлан Мирзалиев — 10     |
| 2003 | Высшая (зона «Юг»)        | 2 из 7  | 12 | 10 | 1 | 1  | 51-15 | Мирлан Мирзалиев — 22     |
| 2003 | Высшая (Финал)            | 6 из 8  | 14 | 2  | 4 | 8  | 14-27 | Мирлан Мирзалиев — 22     |